# Face in the Crowd
Face in the Crowd is een nummer uit 2008 van de Amerikaanse zanger Lionel Richie en de Nederlandse zangeres Trijntje Oosterhuis. Het nummer werd uitgebracht naar aanleiding van de Symphonica in Rosso-concerten die Lionel Richie in 2008 gaf. Tevens is het nummer (in Nederland) de eerste single van Richie's negende studioalbum Just Go.
Het was voor het eerst dat Richie een duet deed met een Nederlandse zangeres. Oosterhuis noemde het "een privilege" om met Richie te mogen werken. "Face in the Crowd" werd een grote hit in Nederland. Het bereikte de 9e positie in de Nederlandse Top 40.

## NPO Radio 2 Top 2000
| Nummer met noteringen in de NPO Radio 2 Top 2000 | '09  | '10  | '11  | '12  | '13  |
| ------------------------------------------------ | ---- | ---- | ---- | ---- | ---- |
| Face in the Crowd                                | 1562 | 1252 | 1304 | 1510 | 1967 |

1. ↑  Een vetgedrukt getal geeft de hoogste notering aan.
2. ↑  2009 was het eerste jaar met een notering voor dit nummer.
3. ↑  Deze tabel is bijgewerkt tot en met de laatste editie (2024).